# Limassol
Limassol (en grec: Λεμεσός, Lemessós; en turc: Leymosun) és una ciutat de Xipre, la capital del districte de Limassol. Es troba a la costa sud del país, en la badia d'Akrotiri. Limassol va ser construïda entre dues ciutats antigues, Amathus i Kourion, raó per la qual durant l'Imperi Romà d'Orient es coneixia com a Neapolis (Ciutat Nova). La població actual és d'unes 201.300 persones (2004).
És un dels ports més importants en el comerç del mar Mediterrani. També és un centre turístic i de serveis.

## Història
Sembla que va ser construïda després que Ricard Cor de Lleó destruís Amathus el 1191 un any després Xipre va ser venut a l'orde Templari i davant les protestes pels impostos que aquest aplicaren va ser venuda al franc Guiu de Lusignan i lliurat a la dinastia dels reis de França. D'època anterior es conserven tombes del 2000 aC. i posteriors. D'acord amb el Concili de Calcedònia de l'any 451, els bisbes Theodossiani Sotir i els d'Amathus i Arsinoe, intervingueren en la fundació. El bisbe Lleonci de Neapolis va ser un important escriptor del segle vii. Al segle x es coneixia sota el nom de Nemesos. A partir del segle xii i fins a 1489 els habitants de Limassol aprofitaren un gran desenvolupament comercial. Els otomans ocuparen Xipre el 1570.
El 2007 s'hi va inaugurar la Universitat Tecnològica de Xipre.